# Sojusz Lewicy
Sojusz Lewicy (fiń. Vasemmistoliitto, szw. Vänsterförbundet) – fińska partia polityczna, sukcesor Komunistycznej Partii Finlandii. 
Partia powstała w 1990 wskutek zjednoczenia kilku ugrupowań: Komunistycznej Partii Finlandii, Fińskiej Demokratycznej Ligi Kobiet oraz Fińskiej Ludowej Ligi Demokratycznej. W swoim manifeście programowym odwołuje się do haseł rewolucji francuskiej – wolności, równości i braterstwa, oraz pokoju i ekologii.
W wyborach do Eduskunty Sojusz Lewicy w latach 1990–2009 uzyskiwał poparcie w granicach 8–11% głosów. Miał trzech ministrów w rządach Paavo Lipponena (1995–2003). Aktualnie ma 16 przedstawicieli w 200-osobowym parlamencie. 
Organem prasowym Sojuszu Lewicy jest dziennik „Kansan Uutiset”.

## Przewodniczący partii
- Claes Andersson (1990–1998)
- Suvi-Anne Siimes (1998–2006)
- Martti Korhonen (2006–2009)
- Paavo Arhinmäki (2009–2016)
- Li Andersson (2016–2024)
- Minja Koskela (od 2024)[3]

## Wyniki wyborów

### Wybory doEduskunty
| Rok  | Miejsca w Eduskuncie | Głosy   | Głosy  |
| ---- | -------------------- | ------- | ------ |
| 1991 | 19/200               | 274 639 | 10,08% |
| 1995 | 22/200               | 310 340 | 11,16% |
| 1999 | 20/200               | 291 675 | 10,88% |
| 2003 | 19/200               | 277 152 | 9,93%  |
| 2007 | 17/200               | 244 296 | 8,82%  |
| 2011 | 14/200               | 238 437 | 8,15%  |
| 2015 | 12/200               | 211 702 | 7,13%  |
| 2019 | 16/200               | 251 808 | 8,17%  |

### Wybory do Parlamentu Europejskiego
| Rok  | Liczba głosów | % głosów   | Miejsca w PE | +/- |
| ---- | ------------- | ---------- | ------------ | --- |
| 1996 | 236 490       | 10.51 (4.) | 2/16         | 2   |
| 1999 | 112 757       | 9.08 (5.)  | 1/16         | 1   |
| 2004 | 151 291       | 9.13 (5.)  | 1/14         |     |
| 2009 | 98 690        | 5.93 (7.)  | 0/13         | 1   |
| 2014 | 160 818       | 9.3 (6.)   | 1/13         | 1   |
| 2019 | 126 063       | 6.9 (6.)   | 1/13         |     |